# キングファーガス
キングファーガス (King Fergus) は、18世紀末に活躍した競走馬、種牡馬である。馬名はダルリアダ王国のファーガス王より。種牡馬として成功し、エクリプス系を発展させた主要な系統となった。1797年イギリス首位種牡馬。

## 経歴
現役時代は1778-1781, 1784年の5年間走に8勝。大きなレースや強い馬に勝ったことはなく、目立った競走馬ではなかった。一方、種牡馬としては最初アイルランドで、その後イギリスで供用され、ハンブルトニアン (Hambletonian) などの有名な競走馬を送り出すなど成功した。1797年にはそのハンブルトニアンなどの活躍によりイギリスの首位種牡馬を獲得している。1777年から1796年までの20年間ヘロド (Herod) -ハイフライヤー (Highflyer) 親子が連続して首位種牡馬を獲得しており、それをストップさせる形となった。また、首位獲得はエクリプス系として初であった。1801年ヨークシャーバラブリッジ (en) で死亡。
直系子孫は現在でも残存しており、主要国でもときおり見かけることができる。後継種牡馬のうち当初優勢であったのはベニングバラ (Beningborough) のほうであったが、19世紀中に衰退し、現在残っているのはすべてハンブルトニアンの子孫である。ハンブルトニアンの子孫にはセントサイモン (St. Simon) 、リボー (Ribot) らがいる。

## 主要産駒
- ハンブルトニアン (Hambletonian) - 19戦18勝。セントレジャー、ドンカスターカップほか
- ベニングブロー (Beningborough) - セントレジャー、ドンカスターカップほか
- ヤングトラベラー (Young Traveller) - セントレジャーほか

## 血統表
| キングファーガスの血統（エクリプス系） | キングファーガスの血統（エクリプス系） | キングファーガスの血統（エクリプス系） | （血統表の出典）          | （血統表の出典）   |
| 父 Eclipse 1764年 栗毛                 | 父の父Marske 1750年 黒鹿毛             | Squirt 1732年 栗毛                     | Bartlet's Childers        | Bartlet's Childers |
| 父 Eclipse 1764年 栗毛                 | 父の父Marske 1750年 黒鹿毛             | Squirt 1732年 栗毛                     | Snake Mare                |                    |
| 父 Eclipse 1764年 栗毛                 | 父の父Marske 1750年 黒鹿毛             | Blacklegs Mare                         | Hutton's Blacklegs        | Hutton's Blacklegs |
| 父 Eclipse 1764年 栗毛                 | 父の父Marske 1750年 黒鹿毛             | Blacklegs Mare                         | Bay Bolton Mare           |                    |
| 父 Eclipse 1764年 栗毛                 | 父の母Spilletta 1749年 黒鹿毛          | Regulus 1739年 鹿毛                    | Godolphin Arabian         | Godolphin Arabian  |
| 父 Eclipse 1764年 栗毛                 | 父の母Spilletta 1749年 黒鹿毛          | Regulus 1739年 鹿毛                    | Grey Robinson             |                    |
| 父 Eclipse 1764年 栗毛                 | 父の母Spilletta 1749年 黒鹿毛          | Mother Western 1731                    | Easby Snake               | Easby Snake        |
| 父 Eclipse 1764年 栗毛                 | 父の母Spilletta 1749年 黒鹿毛          | Mother Western 1731                    | Old Montagu Mare          |                    |
| 母 Creeping Polly 1756年 栗毛          | 母の父Othello 1743年 青毛              | Panton's Crab 1722年 芦毛              | Alcock Arabian            | Alcock Arabian     |
| 母 Creeping Polly 1756年 栗毛          | 母の父Othello 1743年 青毛              | Panton's Crab 1722年 芦毛              | Sister to Soreheels       |                    |
| 母 Creeping Polly 1756年 栗毛          | 母の父Othello 1743年 青毛              | Miss Slamerkin 1729年 鹿毛             | Young True Blue           | Young True Blue    |
| 母 Creeping Polly 1756年 栗毛          | 母の父Othello 1743年 青毛              | Miss Slamerkin 1729年 鹿毛             | Oxford's Dun Arabian Mare |                    |
| 母 Creeping Polly 1756年 栗毛          | 母の母Fanny 1751年                     | Tartar 1743年 栗毛                     | Partner                   | Partner            |
| 母 Creeping Polly 1756年 栗毛          | 母の母Fanny 1751年                     | Tartar 1743年 栗毛                     | Meliora                   |                    |
| 母 Creeping Polly 1756年 栗毛          | 母の母Fanny 1751年                     | Starling Mare                          | Starling                  | Starling           |
| 母 Creeping Polly 1756年 栗毛          | 母の母Fanny 1751年                     | Starling Mare                          | Childers Mare F-No.6      |                    |